# أبو الحسن ابن غلبون
أبو الحسن طاهر بن عبد المنعم بن غلبون، إمام عصره في القراءات، ولد سنة 347هـ، ونشأ في بيئة علميه، فأبوه هو عبد المنعم بن غلبون، صاحب التصانيف في القراءات، فكان له أكبر الأثر في تكوينه العلمي، وعنه أخذ معظم القراءات، ثم رحل إلى مصر والبصرة وحلب للأخذ عن أكابر العلماء والقراءة عليهم، حتى برع، وأصبح محط أنظار طلبة العلم، وقصده الناس من الشرق والغرب، فها هوذا الرازي أبو الفضل عبد الرحمن يأتيه من بلاد المشرق؛ ليقرأ عليه، وذاك أبو عمرو عثمان بن سعيد الداني يقصده من بلاد الأندلس، وغيرهما كثير. 
وقد أثنى عليه كل من ترجم له، فقد قال عنه الداني: «لم نر في وقته مثله في فهمه وعلمه، مع فضله وصدق لهجته، كتبنا عنه كثيرًا». 
وقال عنه الذهبي: «أحد الحذاق المحققين، ومصنف التذكرة في القراءات، أخذ القراءات عن والده، وبرع في الفن». 
توفي سنة 399 هـ.

## اسمه وكنيته ومولده
اسمه: طاهر بن عبد المنعم بن عبيدالله بن غلبون بن المبارك المقرئ الحلبي، ثم المصري.
كنيته: أبو الحسن.
مولده: لم يذكر أحد من المؤرخين تاريخ ولادته، ولكن ذكر بعض العلماء المعاصرين على وجه التقريب أن ولادته كانت سنة سبع وأربعين وثلاثمائة.

## نشأته وشيوخه
نشأ ابن غلبون في أسرة علمية بحلب، فأبوه هو الإمام أبو الطيب عبد المنعم بن غلبون، صاحب التصانيف في علم القراءات، ثم رحل إلى مصر والبصرة وحلب، لطلب العلم والأخذ عن أكابر العلماء، والقراءة عليهم، فقد تتلمذ على كبار شيوخ عصره، ومن أبرزهم:
1- أبو الطيب، عبد المنعم بن غلبون، وهو والده، وكان له أكبر الأثر في تكوينه العلمي، وعنه أخذ معظم القراءات.
2- أبو إسحاق إبراهيم بن محمد بن مروان المقرئ، الشامي الأصل، المصري الدار.
3- أحمد بن عبد الله المقرئ، تلقى عنه ابن غلبون رواية قتيبة عن الكسائي.
4- أبو الفتح أحمد بن عبد العزيز بن موسى الخوارزمي البغدادي، يعرف بابن بدهن.
5- أبو الحسن علي بن محمد بن إسحاق الحلبي، القاضي المعدل، سمع منه ابن غلبون سبعة ابن مجاهد عن مصنفها.
6- الحسين بن خالويه النحوي، وكان من كبار المقرئين في عصره بالديار المصرية.

## تلاميذه ورواة القراءة عنه
حظي ابن غلبون بشهرة واسعة في عصره، مما جعله محط الأنظار لمن يطلب علم القراءات، فقصده الناس من الشرق والغرب، ومن أبرز تلامذته:
1- عثمان بن سعيد، أبو عمرو الداني، ولا شك أن الداني هو أبرز من قرأ على ابن غلبون، ولئن كانت القاعدة أن الطلاب يعرفون بمشايخهم، فإن بعض الشيوخ يعرفون بتلاميذهم، والوضع هنا كذلك، فإذا أردنا أن نعرف بابن غلبون، فيكفي أن نقول في حقه: هو شيخ الداني.
2- مكي بن أبي طالب، أبو محمد القيسي القيرواني، أستاذ القراء والمجودين.
3- إبراهيم بن ثابت بن أخطل، نزيل مصر، وأقرأ الناس بها بعد وفاة شيخه عبد الجبار الطرسوسي.
4- أحمد بن سعيد بن أحمد، المعروف بابن نفيس، انتهى إليه علو الإسناد.
5- عبد الرحمن بن أحمد بن الحسن بن بندار، أبو الفضل الرازي العجلي، الإمام المقرئ.

## منزلته، وثناء العلماء عليه
أثنى على ابن غلبون كل من ترجم له، فقد قال عنه الداني -أبرز تلاميذه-: «لم نر في وقته مثله في فهمه وعلمه، مع فضله وصدق لهجته، كتبنا عنه كثيرًا». 
وقال عنه الذهبي: «أحد الحذاق المحققين، ومصنف التذكرة في القراءات، أخذ القراءات عن والده، وبرع في الفن».
وفي العبر: «شيخ الديار المصرية في القراءات».
وقال عنه ابن الجزري: «أستاذ عارف، وثقة ضابط، وحجة محرر». 
ويكفي ابن غلبون فضلًا وفخرًا أن ملايين المسلمين -بعد وفاته بأكثر من ألف سنة- يقرؤون القرآن الكريم برواية حفص عن عاصم من طريقه، وذلك أن الرواية التي سادت معظم العالم الإسلامي في العصور الأخيرة هي رواية حفص عن عاصم من طريق الإمام الشاطبي، وهو أخذها عن شيخه أبي الحسن علي بن هذيل، وهو عن شيخنه أبي داود سليمان بن نجاح، وهو أبي عمرو الداني، وهو تلقاها عن أبي الحسن طاهر بن غلبون بسنده المتصل إلى رسول الله صلى الله عليه وسلم.

## آثاره ومؤلفات
ترك ابن غلبون عدة مصنفات، ومن أبرز تلك المصنفات:
1- التذكرة في القراءات الثمان، وهو أجل مصنفاته وأكبرها.
2- الإدغام أبي عمرو البصري وعلله، ذكره في التذكرة في آخر باب الإدغام الكبير.
3- كتاب الوقف لحمزة وهشام، نص عليه في التذكرة في باب بيان مذهب حمزة وهشام في الوقف على الهمزة.
4- كتاب الراءات لورش، ذكره في التذكرة في باب بيان مذهب ورش في الراء المفتوحة.

## وفاته
توفي ابن غلبون بمصر سنة تسع وتسعين وثلاثمائة، ودفن بالبقعة من القرافة. 